# Zaza (volk)
De Zaza (ook wel bekend als Kird, Kirmanc of Dimili) zijn een Iraans volk in het huidige Turkije. Ze zijn sterk verwant aan de Koerden, ook al is er discussie over hoever deze verwantschap reikt. Veel Zaza beschouwen zich als onderdeel van de Koerden, nationalistische Zaza die sterk hun eigen identiteit benadrukken voelen zich autonoom en niet verwant met andere bevolkingsgroepen. Veel Zaza wonen in de provincie Tunceli, maar ook in andere provincies in het oosten van Turkije. De naam Tunceli werd door de Turkse staat in 1936 gegeven, nadat het Turkse leger de autonomie van deze regio, die voorheen Dersim werd genoemd, bruut neersloeg. Zaza spreken vandaag de dag liever van Dersim in plaats van Tunceli.

## Taal
De Zaza spreken een taal die, net als het Koerdisch, tot de noordwestelijke tak van de Iraanse talen behoort. De taal wordt vaak aangeduid als het Zazaki. Mede door het feit dat Zazaki een beperkte literaire traditie kent, geen eigen taalinstituut heeft en er geen sprake is van een gestandaardiseerde taal, kiest men het eigen dialect om in te schrijven.
Het Zazaki is onder te verdelen in drie hoofddialecten: noordelijke dialecten (alevitische dialecten), Palu-Bingöl-dialecten (centraal) en de Çermik-Siverek-dialecten (zuidelijke dialecten). De centrale en zuidelijke dialecten lijken het meest op elkaar. De noordelijke dialecten bestaan uit het West-Dersim (Hozat-Ovacik), Oost-Dersim (Tunceli, Pülümür, Adana, Erzincan, Sivas, Hınıs en Bingöl-Varto-dialecten (dit is eigenlijk meer een accent dan een echt dialect). Iemand die zijn moedertaal goed spreekt en ervaring heeft met de verschillende dialecten uit de verschillende Zaza-gebieden, kan met iedereen communiceren.
De woordenschat van de laatste generatie is sterk verminderd. Dit komt enerzijds doordat het Zazaki niet algemeen gebruikt wordt en anderzijds door de overgang naar het Turkse onderwijs (door vele Zaza als assimilatie gezien) en de invloed van de media. Ieder gebied heeft ook zijn eigen woordenschat en eigen klankleer, wat vaak aanleiding is voor onbegrip tussen de verschillende dialecten.
Elk dialect verandert ook fonetisch per regio. De meest conservatieve dialecten zijn de dialecten uit de gebieden Kiğı en Diyarbakir.
De eerste schriftelijke documenten over het Zazaki zijn verzameld door de taalkundige Peter Lerch in het jaar 1850. Bekend zijn nog twee religieuze schriften (mewlid) uit het jaar 1899 van Ehmedê Xasi en van Usman Efendiyo Babıc (gepubliceerd in Damascus, 1933) die in het Arabische alfabet zijn geschreven.

## Religie
De Zaza hangen het alevitisme en de soennitische islam aan. De alevitische Zaza hebben zich vooral in het noorden van het Zaza-gebied gevestigd. De soennitische Zaza (Shafi en Hanafi) daarentegen bevinden zich vooral in het zuiden van het gebied.

## Onderdrukking
Zowel in het verleden als in het heden zijn de Zaza – in het bijzonder die uit Dersim – wegens hun alevitische geloofsovertuigingen onderdrukt en vervolgd door hun (Turkse/soennitische) heersers.
Tot op heden bestonden er nog geen nationale onafhankelijkheidsbewegingen in het gebied. Deze zijn grotendeels actief vanuit Europa. Met uitzondering van de laatste jaren is dat vooral te wijten aan de godsdienstige spanningen tussen verschillende geloofsovertuigingen, die een onderlinge toenadering tussen Koerdische alevieten erg moeilijk maakten. Gedurende lange jaren waren Dersim en Varto de voornaamste gebieden waar linkse organisaties vele aanhangers hadden. Koerdische alevieten worden gezien als een van de meest opstandige volken ooit in Anatolië. In het noorden van Mesopotamië heeft de Koerdische gemeenschap zich diverse keren verantwoordelijk gesteld voor diverse verzetsacties en opstanden. De bekendste daarvan zijn die van Seyh Sait (Piran) in 1925 en de opstand van Dersim onder leiding van Seyid Riza (Hozat) in de periode 1937-1938. Deze laatste ging gepaard met grootschalige oorlogsmisdaden, gevolgd door brute deportaties van de overlevenden naar West-Turkije.
Het is daarom verklaarbaar dat vele Koerdische alevieten nu buiten hun geboorteland in diaspora leven. Behalve de onderdrukking en de evacuatie van de dorpen draagt ook de slechte economisch situatie bij aan de emigratie van veel mensen naar West-Turkije of Europa.
Het gebied waar de Koerdische gemeenschap verblijft, bestaat uit nogal moeilijk toegankelijke, bergachtige gebieden van Anatolië. De meeste mensen leven van de veehouderij en landbouw. Mede door de guerrillaoorlog van de Koerdische vrijheidsbewegingen zijn de leefomstandigheden zwaarder geworden. Door het noodzakelijke vertrek van deze bewoners naar andere steden en door de zware leefomstandigheden is het assimilatieproces – mede door het verlies van de moedertaal – onbewust versneld. Vandaag de dag zijn nog steeds veel dorpen leeg of ze worden bewoond door slechts een aantal ouderen. De jongeren brengen vaak alleen de zomer door in hun dorp.